# 4-羟基雌三醇
4-羟基雌三醇（英語：Hydroxyestriol，缩写4-OHE3，或称为雌甾-1,3,5(10)-三烯-3,4,16α,17β-四醇）是一种内源性的儿茶酚雌激素和雌三醇的代謝產物，可在孕妇的尿液中发现。